# Sèpides
|  | No s'ha de confondre amb Sèpids. |

Els sèpides (Sepiida) són un ordre de mol·luscs cefalòpodes del superordre decapodiformes que inclou les sèpies, el castanyó i els morralets, espècies d'interès comercial i gastronòmic. Es distingeixen per les aletes laterals separades.

## Taxonomia
L'ordre Sepiida inclou 199 espècies actuals:
- Subordre Vasseuriina †
  - Família Vasseuriidae †
  - Família Belosepiellidae †
- Subordre Sepiina
  - Família Belosaepiidae †
  - Família Sepiidae
- Subordre Sepiolina
  - Família Sepiadariidae
  - Família Sepliolidae